# Morebilus plagusius
Morebilus plagusius är en spindelart som först beskrevs av Charles Athanase Walckenaer 1837.  Morebilus plagusius ingår i släktet Morebilus och familjen Trochanteriidae. Inga underarter finns listade i Catalogue of Life.